# Montenegro all'Eurovision Song Contest
Il Montenegro ha partecipato per la prima volta all'Eurovision Song Contest il 10 maggio 2007 dopo la separazione con la Serbia avvenuta nel giugno del 2006. Si è ritirato nel 2010 per problemi finanziari, ed ha fatto il suo ritorno nel 2012. Ha raggiunto la finale nel 2014 e nel 2015.
Si ritira nuovamente nel 2020, sempre per problemi finanziari, per poi tornare ufficialmente nel 2022. Nel 2024 è stato annunciato il ritorno del paese nell'edizione del 2025.

## Partecipazioni
- Primo posto
- Secondo posto
- Terzo posto
- Ultimo posto

| Anno                                    | Artista                  | Canzone                 | Lingua            | Posizione       | Posizione       | Posizione | Posizione |
| Anno                                    | Artista                  | Canzone                 | Lingua            | Finale          | Punti           | Semi      | Punti     |
| --------------------------------------- | ------------------------ | ----------------------- | ----------------- | --------------- | --------------- | --------- | --------- |
| 2007                                    | Stevan Faddy             | Ajde, kroči             | Montenegrino      | Non qualificato | Non qualificato | 22º       | 33        |
| 2008                                    | Stefan Filipović         | Zauvijek volim te       | Montenegrino      | Non qualificato | Non qualificato | 14º       | 23        |
| 2009                                    | Andrea Demirović         | Just Get Out of My Life | Inglese           | Non qualificato | Non qualificato | 11º       | 44        |
| Nessuna partecipazione dal 2010 al 2011 |                          |                         |                   |                 |                 |           |           |
| 2012                                    | Rambo Amadeus            | Euro Neuro              | Inglese           | Non qualificato | Non qualificato | 15º       | 20        |
| 2013                                    | Who See feat. Nina Žižić | Igranka                 | Montenegrino      | Non qualificato | Non qualificato | 12º       | 41        |
| 2014                                    | Sergej Ćetković          | Moj svijet              | Montenegrino      | 19º             | 37              | 7º        | 63        |
| 2015                                    | Knez                     | Adio                    | Montenegrino      | 13º             | 44              | 9º        | 57        |
| 2016                                    | Highway                  | The Real Thing          | Inglese           | Non qualificato | Non qualificato | 13º       | 60        |
| 2017                                    | Slavko Kalezić           | Space                   | Inglese           | Non qualificato | Non qualificato | 16º       | 56        |
| 2018                                    | Vanja Radovanović        | Inje                    | Montenegrino      | Non qualificato | Non qualificato | 16º       | 40        |
| 2019                                    | D mol                    | Heaven                  | Inglese           | Non qualificato | Non qualificato | 16º       | 46        |
| Nessuna partecipazione dal 2020 al 2021 |                          |                         |                   |                 |                 |           |           |
| 2022                                    | Vladana                  | Breathe                 | Inglese, italiano | Non qualificato | Non qualificato | 17º       | 33        |
| Nessuna partecipazione dal 2023 al 2024 |                          |                         |                   |                 |                 |           |           |
| 2025                                    | Nina Žižić               | Dobrodošli              | Montenegrino      | Non qualificato | Non qualificato | 16º       | 12        |

Note:
- Il brano Euro Neuro contiene frasi in montenegrino e tedesco.

## Statistiche di voto
Fino al 2025, le statistiche di voto del Montenegro sono:
| # | Stato   | Punti |
| - | ------- | ----- |
| 1 | Serbia  | 138   |
| 2 | Albania | 91    |
| 3 | Italia  | 78    |
| 4 | Russia  | 70    |
| 5 | Ucraina | 50    |

| # | Stato              | Punti |
| - | ------------------ | ----- |
| 1 | Armenia            | 20    |
| 2 | Slovenia           | 17    |
| 3 | Macedonia del Nord | 16    |
| 4 | Albania            | 12    |
| 4 | Serbia             | 12    |

| # | Stato       | Punti |
| - | ----------- | ----- |
| 1 | Serbia      | 234   |
| 2 | Albania     | 143   |
| 3 | Russia      | 123   |
| 4 | Grecia      | 103   |
| 5 | Azerbaigian | 94    |

| # | Stato              | Punti |
| - | ------------------ | ----- |
| 1 | Serbia             | 100   |
| 2 | Slovenia           | 63    |
| 3 | Armenia            | 44    |
| 4 | Albania            | 43    |
| 5 | Macedonia del Nord | 40    |

## Altri premi ricevuti

### Barbara Dex Award
Il Barbara Dex Award è un riconoscimento non ufficiale con il quale viene premiato l'artista peggio vestito all'Eurovision Song Contest. Prende il nome dall'omonima artista belga che nell'edizione del 1993 si è presentata con un abito che lei stessa aveva confezionato e che aveva attirato l'attenzione negativa dei commentatori e del pubblico.
| Anno | Categoria         | Artista        | Canzone | Compositore                              |
| ---- | ----------------- | -------------- | ------- | ---------------------------------------- |
| 2017 | Barbara Dex Award | Slavko Kalezić | Space   | Adis Eminić, Iva Boršić, Momčilo Zeković |

## Montenegro come parte della Jugoslavia all'Eurovision Song Contest
Solo per due occasioni consecutive dei cantanti montenegrini hanno rappresentato la Jugoslavia all'Eurovision Song Contest.
- Primo posto
- Secondo posto
- Terzo posto
- Ultimo posto

| Anno | Artista         | Canzone    | Lingua                 | Posizione | Posizione |
| Anno | Artista         | Canzone    | Lingua                 | Finale    | Punti     |
| ---- | --------------- | ---------- | ---------------------- | --------- | --------- |
| 1983 | Danijel Popović | Džuli      | Serbo-croato           | 4º        | 125       |
| 1984 | Izolda & Vlado  | Ciao amore | Serbo-croato, italiano | 18º       | 26        |

## Montenegro come parte della Serbia e Montenegro all'Eurovision Song Contest
La Serbia e Montenegro partecipò all'Eurovision Song Contest solo due volte, nel 2004 e nel 2005. Nel 2006 a causa di problemi interni, sfociati poi nella separazione, si ritirò dalla manifestazione. Al paese fu consentito di partecipare al televoto ma la tv di stato montenegrina non trasmise l'evento. Nel 2005 una canzone montenegrina fu la scelta della nazione slava, Zauvijek Moja cantata dai No Name si classificò al settimo posto. Nel 2006 sempre i No Name dovevano rappresentare il paese con Moja Ljubavi prima che si ritirasse dal concorso.
- Primo posto
- Secondo posto
- Terzo posto
- Ultimo posto

| Anno | Artista | Canzone       | Lingua       | Posizione | Posizione | Posizione                | Posizione                |
| Anno | Artista | Canzone       | Lingua       | Finale    | Punti     | Semi                     | Punti                    |
| ---- | ------- | ------------- | ------------ | --------- | --------- | ------------------------ | ------------------------ |
| 2005 | No Name | Zauvijek Moja | Montenegrino | 7º        | 137       | Top 12 l'anno precedente | Top 12 l'anno precedente |
| 2006 | No Name | Moja Ljubavi  | Montenegrino | Ritirata  | Ritirata  | Top 10 l'anno precedente | Top 10 l'anno precedente |